# Свети Георги (Дупница)
„Свети Георги Победоносец“ е българска православна църква в град Дупница.

## История
Строежът на църквата започва в 1888 година. Според местни предания на мястото е имало мюсюлманско теке. Храмът е осветен в 1895 година от митрополит Доситей Самоковски. Сградата е дело на унгарския архитект Йосиф Керекеш. Иконостасът е дело на дебърски майстори от рода Филипови. Забележителни са големите иконостасни икони, рисувани в Киевско-Печорската лавра.